# Санкт-Петербургское училище олимпийского резерва № 2
"Санкт-Петербургское училище олимпийского резерва № 2 (техникум)" — государственное образовательное учреждение среднего профессионального образования, подведомственное Комитету по физической культуре и спорту Правительства Санкт-Петербурга.

## История
Основано  12 января 1987 года Решением Ленинградского городского Совета народных депутатов на базе школы-интерната № 545 спортивного профиля. 

## Деятельность
Училище готовит спортсменов по 16 видам спорта:
Зимние виды спорта:
- биатлон
- лыжные гонки
- горнолыжный спорт
- конькобежный спорт
- шорт-трек
- фристайл
- фигурное катание

Единоборства:
- бокс
- дзюдо
- борьба вольная
- борьба греко-римская
- тяжелая атлетика

Игровые виды спорта
- хоккей на траве
- кёрлинг

Ежегодно выпускникам училища (техникума) выдаются дипломы педагогов по физической культуре и спорту - специальность 050720 - «Физическая культура».
С 2006 года ведущие спортсмены училища (техникума) получают высшее образование на базе факультета индивидуальных образовательных и спортивных технологий  в ФГОУ ВПО «Национальный государственный университет физической культуры, спорта и здоровья имени П. Ф. Лесгафта, Санкт-Петербург».

## Достижения
Училище создавалось для спортсменов, проявивших выдающиеся способности в избранном виде спорта. За время существования училища, 60 его воспитанников участвовали в Зимних Олимпийских играх, где семеро стали олимпийскими чемпионами, а девять учащихся - призёрами олимпийских игр.
Чемпионы и призёры Зимних Олимпийских игр
Фигурное катание:
- Наталья Мишкутенок
- Оксана Казакова
- Елена Бережная
- Антон Сихарулидзе
- Татьяна Тотьмянина
- Максим Маринин

Конькобежный спорт:
- Светлана Журова
- Иван Скобрев
- Абрамова Екатерина

Лыжные гонки:
- Евгения Медведева

Кёрлинг:
- Анастасия Брызгалова